# Tristan Weddigen
Tristan Weddigen (* 1969 in Bern, Schweiz) ist ein Schweizer Kunsthistoriker.

## Leben und Wirken
Tristan Weddigen legte 1989 in Rom das deutsch-italienische Abitur ab. Er studierte Kunstgeschichte und Philosophie an den Universitäten Heidelberg (1989–1993) und Rom (1991–1992) sowie am St Catharine’s College der University of Cambridge (1992–1993). 1995 erlangte er an der Technischen Universität Berlin den Magister Artium. Danach war er am Department of History of Art and Architecture der University of Cambridge tätig und war in Rom Stipendiat an der Bibliotheca Hertziana – Max-Planck-Institut für Kunstgeschichte (1996–1998), am Schweizerischen Institut (1997–1999) und an der Schweizerischen Akademie der Geistes- und Sozialwissenschaften (1998–1999). 1999 war er Stipendiat der Janggen-Pöhn-Stiftung in St. Gallen und der Schweizerisch-italienischen Stipendienstiftung (Fondation pour des bourses d’études italo-suisses) in Lausanne.
2000 bis 2001 war Weddigen wissenschaftlicher Assistent am Lehrstuhl von Werner Oechslin am Institut für Geschichte und Theorie der Architektur der Eidgenössischen Technischen Hochschule Zürich und 2000 bis 2002 Dozent und Tutor an der Hochschule für Gestaltung und Kunst in Luzern. Ab 2001 war er wissenschaftlicher Assistent am Lehrstuhl für Kunstgeschichte der Neuzeit und Moderne der Universität Bern bei Oskar Bätschmann. 2001 erhielt er den Förderpreis Kunstwissenschaft des Art-Focus-Preises Senior der Vereinigung der Kunsthistorikerinnen und Kunsthistoriker in der Schweiz. 2002 wurde er an der TU Berlin mit einer Arbeit über Raffaels Papageienzimmer bei Wolfgang Wolters und Robert Suckale promoviert. Von 2005 bis 2008 hatte er Lehraufträge an der Technischen Universität Dresden und von 2006 bis 2008 an der Freien Universität Berlin. Von 2006 bis 2010 war er Redaktionsmitglied der Zeitschrift Kritische Berichte.
2008 habilitierte er sich an der Universität Bern mit einer Arbeit über die Dresdner Gemäldegalerie im 18. und 19. Jahrhundert und erlangte die Lehrberechtigung in Kunstgeschichte. Ab 2008 war er in Berlin Privatdozent und gleichzeitig bis 2009 mit Förderung des Schweizerischen Nationalfonds (SNF) Assistenzprofessor für Kunstgeschichte der Neuzeit an der Universität Lausanne. 2009 wurde er ordentlicher Professor für Kunstgeschichte der Neuzeit an der Universität Zürich.
Seit Juni 2017 ist Tristan Weddigen neben Tanja Michalsky einer der Direktoren an der Bibliotheca Hertziana – Max-Planck-Institut für Kunstgeschichte der Max-Planck-Gesellschaft. Dort leitet er die Abteilung «Kunstgeschichte der Neuzeit im globalen Kontext».
Schwerpunkte seiner Arbeit liegen in der italienischen Kunst von der frühen Neuzeit bis zur Moderne, in der Ikonologie des textilen Mediums, in der Geschichte der Kunstwissenschaft und philosophischer Konzepte wie Materialität und Medialität und in der digitalen Kunstwissenschaft. Er leitete bzw. leitet mehrere kulturhistorische Projekte, so «An Iconology of the Textile in Art and Architecture», gefördert vom Europäischen Forschungsrat (2009–2013) und von der SNF (2013–2016), «New Art Histories Connecting Ideas, Objects and Institutions in Latin America» (2011–2015) der Getty Foundation, «Digitale Methoden in der Kunstgeschichte» (2019–2020), «Bilder der Schweiz online» (2020–2022), «Swiss Art Research Infrastructure» der Universität Zürich (ab 2017), «Schweizer Kunst und Museologie» (ab 2018), «Digital Visual Studies», eine Forschungskooperation der Universität Zürich und der Max-Planck-Gesellschaft (ab 2020) und «Methoden der digitalen Geisteswissenschaft» (ab 2021). Seit 2021 leitet er mit Joris van Gastel und Oskar Bätschmann das SNF-Projekt «Heinrich Wölfflins Gesammelte Werke».

## Schriften
Autor
- Raffaels Papageienzimmer – Ritual, Raumfunktion und Dekoration im Vatikanpalast der Renaissance. Dissertation. TU Berlin 2002. Imorde, Emsdetten/Berlin 2006, ISBN 3-9809436-2-3 (online, PDF; 22,8 MB).
- Die Sammlung als sichtbare Kunstgeschichte. Die Dresdner Gemäldegalerie im 18. und 19. Jahrhundert. Habilitationsschrift. Universität Bern 2008 (online, PDF; 7,8 MB).
- Moon Museum. In: Fly me to the moon. 50 Jahre Mondlandung. Ausstellungskatalog. Snoeck, Köln 2019, ISBN 978-3-86442-278-2, S. 55–62.

Herausgeberschaft
- mit Joseph Imorde, Fritz Neumeyer: Barocke Inszenierung. Konferenzschrift. Imorde, Emsdetten/Zürich 1999, ISBN 3-9805644-1-X.
- Federico Zuccaro – Kunst zwischen Ideal und Reform (= Bibliotheca Helvetica Romana. Band 27). Ausstellungskatalog. Schwabe, Basel 2000, ISBN 3-7965-1438-3.
- Mythen der Kunstwissenschaft (= Kritische Berichte. 3/2007). Jonas, Marburg 2007.[7]
- mit Sible de Blaauw, Bram Kempers: Functions and decorations. Art and ritual at the Vatican Palace in the Middle Ages and the Renaissance. Vatikanische Apostolische Bibliothek, Vatikanstadt 2003, ISBN 88-210-0743-X, und Brepols, Turnhout 2003, ISBN 2-503-52171-1.
- Metatextile. Identity and history of a contemporary art medium. Konferenzschrift. Imorde, Emsdetten/Berlin 2010, ISBN 978-3-942810-02-9.
- mit André Holenstein, Ruth Meyer Schweizer, Sara Margarita Zwahlen: Zweite Haut. Zur Kulturgeschichte der Kleidung. Haupt, Bern 2010, ISBN 978-3-258-07482-5.
- Unfolding the textile medium in early modern art and literature. Konferenzschrift. Imorde, Emsdetten/Berlin 2011, ISBN 978-3-942810-03-6
- mit Oskar Bätschmann: Benedetto Varchi. Paragone – Rangstreit der Künste. WBG, Darmstadt 2013, ISBN 978-3-534-21637-6.
- mit Evonne Anita Levy: «Principles of art history». The problem of the development of style in early modern art. Heinrich Wölfflin. Neue Übersetzung von Jonathan Blower. Getty Research Institute, Los Angeles 2015, ISBN 978-1-60606-452-8.
- mit Elisabeth Oy-Marra, Anja Brug: Giovanni Pietro Bellori: Le vite de’ pittori, scultori e architetti moderni / Die Lebensbeschreibungen der modernen Maler, Bildhauer und Architekten. 8 Teile, Wallstein, Göttingen ab 2018, DNB 1197570780.
- mit Oskar Bätschmann: Die Jugendwerke des Michelangelo. 1891 (= Heinrich Wölfflin: Gesammelte Werke. Band 4). Schwabe, Basel 2020, ISBN 978-3-7965-3774-5.
- mit Evonne Anita Levy: The Global Reception of Heinrich Wölfflin’s «Principles of Art History». Yale University Press, London 2020, ISBN 978-0-300-25047-3.